# Ludwik Gdyk
Ludwik Teofil Gdyk (ur. 25 sierpnia 1874 w Warszawie, zm. 15 lutego 1940 tamże) – polski polityk chrześcijańsko-demokratyczny okresu II RP, działacz związkowy, wicemarszałek Sejmu I kadencji.

## Życiorys

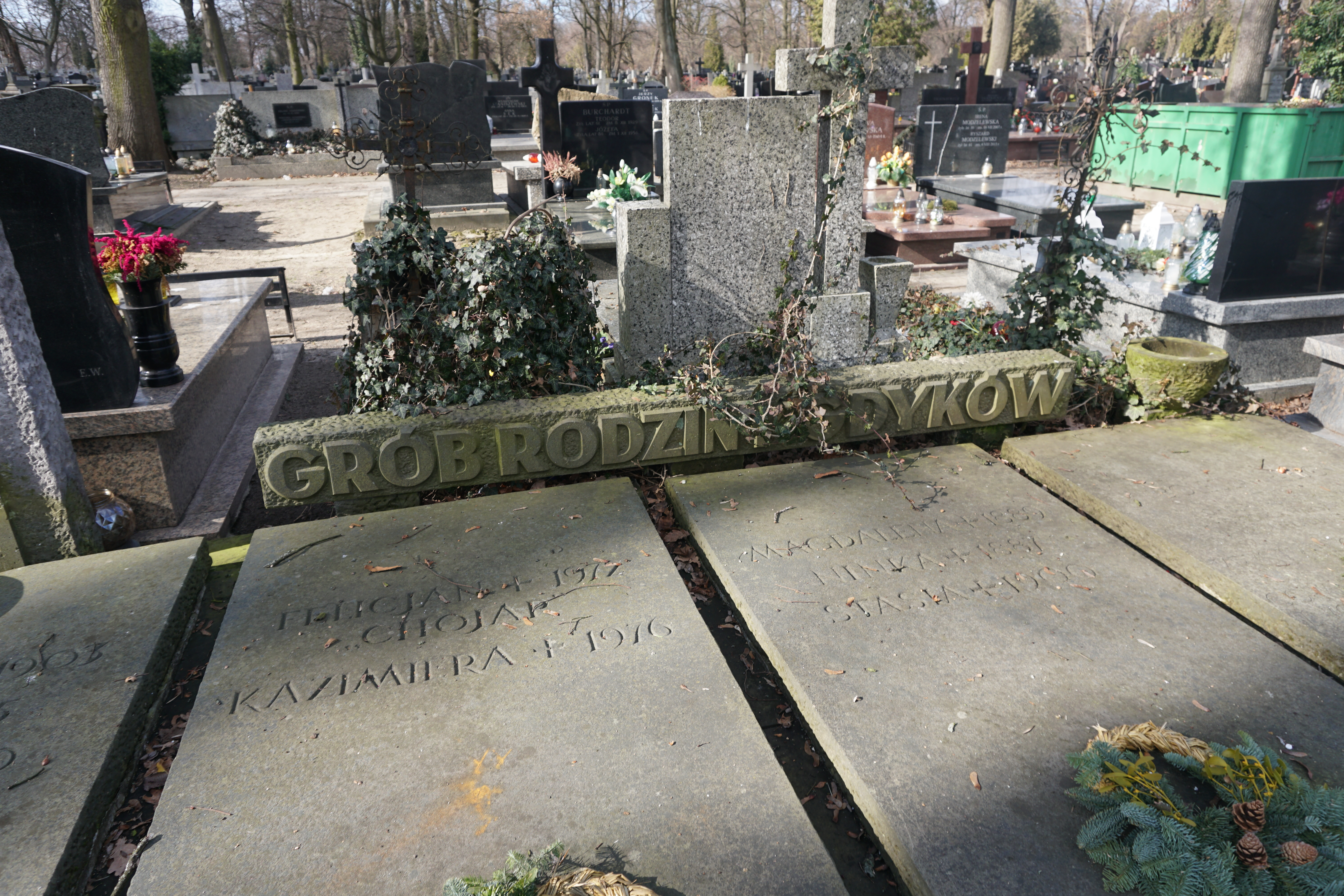
Grób Ludwika Gdyka na cmentarzu Bródnowskim w Warszawie

Kształcił się jako zecer, pracował w tym charakterze w drukarni "Gazety Handlowej". Od 1905 związany z chrześcijańskim ruchem robotniczym. Aresztowany przez władze rosyjskie w 1906, po zwolnieniu z Cytadeli poświęcił się pracy społecznej.
Był kolejno członkiem, sekretarzem generalnym, a ostatecznie prezesem Stowarzyszenia Robotników Chrześcijańskich. Organizator Chrześcijańskich Związków Zawodowych, prezes ChZZ w roku 1921 i 1929. W 1919–1920 prezes Polskiego Zjednoczenia Związków Zawodowych. 
Od 1919 sprawował mandat posła na Sejm z okręgów Warszawa i Częstochowa. Był członkiem Klubu Parlamentarnego Chrześcijańsko-Narodowego Stronnictwa Pracy, z rekomendacji którego sprawował funkcję wicemarszałka Sejmu I kadencji (1922–1927).
W 1928 r. uzyskał mandat posła z okręgu nr 17 Częstochowa-Radomsko z ramienia Polskiego Bloku Katolickiego. W 1934 r. wstąpił do Zjednoczenia Chrześcijańsko-Społecznego.
Pochowany na cmentarzu Bródnowskim w Warszawie (kwatera 19G-3-6).